# Laurent Sciarra
Laurent Sciarra, född 8 augusti 1973 i Nice, Frankrike, är en fransk före detta basketspelare som tog OS-silver 2000 i Sydney. Detta var Frankrikes första medalj på 52 år i herrbasket vid olympiska sommarspelen. Sciarra gjorde 19 poäng i finalen mot USA vilket ingen annan spelare kunde slå. Han har bland annat spelat för Hyères-Toulon Var Basket.